# Очень большая канарейка
«Очень большая канарейка» (англ. King-Size Canary) — американский мультфильм 1947 года. Одна из лучших работ режиссёра Текса Эйвери создана в духе абсурда и сногсшибательной визуальной выразительности.
Мультфильм занимает 10 место в списке 50 величайших мультфильмов, составленном историком анимации Джерри Беком в 1994 году.

## Сюжет
Облезлый бродячий Кот блуждает по подворотням в поисках хоть какой-нибудь еды. Внезапно он замечает дом, на кухне горит свет, внутри виден холодильник. Обманув сторожевого Пса, Кот пробирается внутрь, но в холодильнике пусто. Перевернув всю кухню вверх дном, Кот обнаруживает Мышь, но та убеждает его не есть её, а пойти в соседнюю комнату, где в клетке сидит «огромная жирная сочная» Канарейка. На самом деле птичка оказывается невероятно крохотной. Кот вливает в неё бутылку садового удобрения для роста, и та моментально становится настолько огромной, что Кот начинает сам её бояться и не решается съесть. Канарейка бросается в погоню за котом, но тот тоже выпивает «эликсир» и опять становится больше её ростом, теперь Кот преследует Канарейку. Тем временем бутылка попадает ко Псу, и тот тоже резко увеличивается в размерах, теперь убегать приходится снова Коту. После этого бутылка попадает к Мыши, и та становится больше их всех. Впрочем, Мышь не желает зла Коту, а прогоняет Пса и возвращает Коту ту самую заветную бутылочку. Поскольку Кот так и остался голодным, он выпивает её содержимое, становясь больше Мыши, и собирается всё-таки съесть её. Погоня выходит за пределы города, в том числе Кот преследует Мышь по Гранд-Каньону. В тех местах они, отбирая бутылку друг у друга, несколько раз увеличивают свои размеры.
Мультфильм заканчивается словами Мыши, обращёнными к зрителю: «Дамы и господа, на этом мы вынуждены закончить наш мультфильм, так как мы выпили весь реквизит. Спокойной ночи.» Одинаковые по размеру гигантские Кот и Мышь машут зрителю лапами, и видно, что они стоя́т, едва помещаясь, на земном шаре.

## Роли озвучивали
- Пол Фрис[англ.] — Мышь
- Пинто Колвиг — Кот

Оба актёра в титрах не указаны